# 鄒瓚
鄒瓉（1495年—16世纪？），字獻卿，錦衣衛中後所籍，浙江餘杭縣人，明朝政治人物。

## 生平
正德十一年（1516年）丙子科順天府鄉試第十名舉人。正德十六年（1521年）中式辛巳科會試第四十七名，登第三甲第十八名進士。授河南臨穎縣知縣。

## 家族
曾祖鄒榦，曾任太子少保禮部尚書；祖父鄒凝；父鄒峻，母蘇氏。具慶下。弟鄒璋。